# Киёхара-но Фукаябу
Киёхара-но Фукаябу или Киёвара-но Фукаябу (清原 深養父, годы жизни неизвестны) — японский поэт периода Хэйан.
Прадед поэта Киёхара-но Мотосукэ и прапрадед великой писательницы и поэтессы Сэй-Сёнагон, автора книги «Записки у изголовья».
Он является автором стихотворения-вака № 36 из антологии «Хякунин иссю». В собрание «Кокинвакасю» вошло 17 его стихотворений.